# Лухо
31°23′43″ пн. ш. 100°40′35″ сх. д. / 31.39519° пн. ш. 100.67652° сх. д.
Лухо або Жаго (кит. 炉霍县, пін. Lúhuò Xiàn, трансліт. Zhaggo, Drango) — один із повітів КНР у складі Гарцзе-Тибетської автономної префектури, провінція Сичуань. Адміністративний центр — містечко Шимдо.

## Географія
Лухо у середньому лежить на висоті близько 3860 метрів над рівнем моря між гірським пасмом Дасюешань на сході і долиною Ялунцзяну на заході.

### Клімат
Повіт знаходиться у зоні, котра характеризується вологим континентальним кліматом з теплим літом. Найтепліший місяць — липень із середньою температурою 15 °C. Найхолодніший місяць — січень, із середньою температурою -2,7 °С.
| Клімат повіту Лухо                                 | Клімат повіту Лухо | Клімат повіту Лухо | Клімат повіту Лухо | Клімат повіту Лухо | Клімат повіту Лухо | Клімат повіту Лухо | Клімат повіту Лухо | Клімат повіту Лухо | Клімат повіту Лухо | Клімат повіту Лухо | Клімат повіту Лухо | Клімат повіту Лухо | Клімат повіту Лухо |
| Показник                                           | Січ.               | Лют.               | Бер.               | Квіт.              | Трав.              | Черв.              | Лип.               | Серп.              | Вер.               | Жовт.              | Лист.              | Груд.              | Рік                |
| Середній максимум, °C                              | 8,6                | 11                 | 13,7               | 17                 | 20,1               | 21,5               | 22,6               | 22,7               | 20,4               | 16,3               | 12,5               | 9,2                | 16,3               |
| Середня температура, °C                            | −2,7               | 0,6                | 4,3                | 7,8                | 11,5               | 13,9               | 15                 | 14,6               | 12,2               | 7,4                | 1,6                | −2,6               | 7                  |
| Середній мінімум, °C                               | −10,8              | −7,3               | −3,1               | 0,8                | 4,9                | 8,5                | 9,8                | 9,3                | 7,1                | 1,7                | −5,4               | −10,2              | 0,4                |
| Норма опадів, мм                                   | 4                  | 7.1                | 19.8               | 38.3               | 78                 | 153.8              | 140.2              | 102                | 108.6              | 52.5               | 7.2                | 2.8                | 714.3              |
| Вологість повітря, %                               | 42                 | 43                 | 48                 | 53                 | 58                 | 68                 | 71                 | 71                 | 72                 | 67                 | 54                 | 47                 | 58                 |
| -------------------------------------------------- | ------------------ | ------------------ | ------------------ | ------------------ | ------------------ | ------------------ | ------------------ | ------------------ | ------------------ | ------------------ | ------------------ | ------------------ | ------------------ |
| Джерело: Дані метеостанції №56158 (КНР, 1991-2020) |                    |                    |                    |                    |                    |                    |                    |                    |                    |                    |                    |                    |                    |